# Benassay
 Benassay  es una población y comuna francesa, situada en la región de Poitou-Charentes, departamento de Vienne, en el distrito de Poitiers y cantón de Vouillé.

## Demografía
| 951 | 839 | 756 | 694 | 704 | 789 |
| Para los censos de 1962 a 1999 la población legal corresponde a la población sin duplicidades (Fuente: INSEE [Consultar]) |     |     |     |     |     |